# Col du Platzerwasel
De Col du Platzerwasel is een 1182 meter hoge bergpas in de Vogezen.
De col is gelegen in het departement van de Haut-Rhin in de gemeente Munster (Haut-Rhin).

## Wielrennen
De Col is in de Ronde van Frankrijk al viermaal beklommen. Als eerste boven op de col waren:
- Ronde van Frankrijk 1967:  Jesús Aranzabal
- Ronde van Frankrijk 2009:  Sylvain Chavanel
- Ronde van Frankrijk 2014:  Joaquim Rodríguez
- Ronde van Frankrijk 2023:  Felix Gall